# Escapology
Az Escapology című album Robbie Williams brit popénekes ötödik stúdióalbuma, az utolsó, amelyet a producer és szövegíró Guy Chamberssel készített közösen. Az album 2002. november 18-án jelent meg az Egyesült Királyságban és 2003. április 1-jén az Amerikai Egyesült Államokban. A kritikusok negatívan fogadták a lemezt, az AllMusic szerint "elcsépelt szöveg, középszerű dalszerzés". A Rolling Stone magazin kevésbé volt szigorú, így jellemezte a lemezt: "tudatos törekvés volt arra, hogy a pop-rock szakmában bombasiker legyen." A PopMatters nemzetközi online magazin szerint: "ez a lemez volt eddig a leggyengébb Robbie Williams-album". Bár a rajongók és más kritikusok szerint az album hatalmas mestermunka.
Az album legsikeresebb kislemezei: a Feel és a Something Beautiful voltak.
Vitathatatlanul az Escapology-t dalszövegeinek köszönhetően koncept albumként fogadták. Williams olyan dalai, mint a Hot Fudge és a Monsoon popsztár létét, valamint álmait és félelmeit hivatottak kifejezni.
Williams így nyilatkozott a lemezről: "a dalok felét ebből a nézőpontból írtam: "Nézd, ez tényleg én vagyok egy bohóc könnyeivel. Szeretnek vagy gyűlölnek engem?" A másik felét valakiről, aki azt gondolja, a színpadon kell lennem. Mert a másik énem azt gondolja, nem kellene ott lennem. Túl ijesztő!"
Az albumot átdolgozták az amerikai piac számára, 2003-as kiadásáig és megkapta a Férfi Szólóénekes Legjobb Albuma címet a nemzetközi kategóriában, Mexikóban, az Oye! Award-on.
Angliában hétszeres platinalemez minősítést kapott.

## Az albumról
2002-ben Williams rekordméretű, 80 millió fontos szerződést írt alá az EMI-vel. A szerződésnek számos kikötése volt, az énekest nem korlátozták az alkotói folyamatban és nem kötelezték, hogy törjön be az amerikai piacra.
Viszonzásul az EMI megerősítette, hogy részesedést kér Williams minden lemezkiadáson kívüli tevékenységéből, beleértve a turnékat, publikációkat, eladásokat, ily módon védené a kiadót, ha az album eladása hullámvölgybe kerülne. Mindezek után ez lett az angol történelem legnagyobb zenei egyezsége.
Williams egy év szünet után kezdett el dolgozni az ötödik albumán, az Escapologyn. Ezt a lemezt Williams új korszakaként jelentették be. Több szerepelt vállalt az album elkészítésében és ez egyre növekvő magabiztosságot adott neki. A Guy Chambers-szel való szakítás után a One Fine Day, Nan's Song és a Come Undone voltak az első számok, amiket Williams írt. A legtöbb dalt Los Angelesben vették fel.
A Come Undone-ban Williams szembenéz alkoholista/kábítószeres múltjával: "borotvapengéket és tükröket árulnak az utcán". A Me and My Monkey egy mexikói hangulatú, mariachi trombitákkal díszített dal, amely borzongató történetet mesél arról, hogy Robbie és majma – ami a tudatmódosító szerek iránti függőség szimbóluma –, hogyan rúgnak ki a hámból Las Vegasban (ez a lemez leghosszabb – bő hétperces – és egyben legjobb dala).

## Fogadtatás
A vezető kritikusok reakciója az albumra alapvetően különböző volt. A Metacritic nevű amerikai internetes honlap szerint 100-ból 53 pontot adott az albumnak (ez a pontszám 40 szavazatból és 11 kritikából jött össze).

## Slágerlistás eredmények
Amikor az Escapology 2002 végén megjelent, az első helyre került az alábbi országok slágerlistáján: Egyesült Királyság, Írország, Németország, Svédország, Finnország, Svájc, Ausztria. Más országokban a Top 10-be került be, bár az Amerikai Egyesült Államokban nem lett nagy sikere, a 43. helyen végzett a Billboard album listán.
Williams 2003 nyarán kezdett el turnézni az albummal, 3 élő koncertet készült adni Knebworthben, a három koncert 375.000 rajongót csalogatott a stadionokba, ezzel rekordot ért el.
Az Escapology az év legjobban eladott albuma lett az Egyesült Királyságban 2002-ben, 1,4 millió példányt adtak el belőle, 2003 végére csaknem 2 millió darabot adtak el belőle és a BPI 6-szoros platinalemez minősítést adott neki. Az album a 60. lett az Egyesült Királyság Legjobban Eladott Albumainak listáján. Világszerte 7,5 millió kópiát adtak el belőle.

## Egyesült Államok
Az új koncepció az volt, hogy Williams hatalmát megerősítsék az Amerikai Egyesült Államokban. Bár az Escapology jól fogyott Európában, Amerikában sokkal kisebb sikert ért el. A 43. helyet tudta csak megszerezni. Sok rajongó úgy gondolta, hogy Robbie idegenkedése az amerikai promóciótól volt az oka a mérsékelt sikernek, bár az énekes több amerikai TV-show-ban is bemutatta az albumot (Good Morning America-ban, Last Call with Carson Daly-ben és a Tonight Show-ban).
Robbie az Amerikai Egyesült Államokban csak az 1999-es The Ego Has Landed című albumával tudott siker elérni, amely közepesen fogyott és két kisebb sikert tudott elkönyvelni a Millennium és az Angels című kislemezekkel. Ironikus, hogy az énekes az utóbbi időben Los Angelesben él, ahol sokkal otthonosabban érzi magát, köszönhetően annak, hogy minimális figyelem kíséri az életét.

## Kislemezek
Az album első kislemezét, a Feel-t még Guy Chambers-szel együtt írta. Demóként került korongra. Amikor elkezdtek az albumon dolgozni, megpróbálták újra felvenni a vokált, mert Williams elégedetlen volt vele, és elhatározták, hogy a demó-változatot is ráteszik az első kislemezre. Amikor a lemez 2002 végén megjelent, Williams egyik legnagyobb nemzetközi sikere lett, Hollandiában, Olaszországban és a legtöbb európai országban az első tíz hely egyikére ugrott.
A dal sikere olyan tartós volt, hogy 54 hétig volt fent Kanada slágerlistáján, a dal videóklipje figyelmet kapott Amerikában, mivel szerepelt benne Daryl Hannah amerikai színésznő, arra ösztönözte a rádióállomásokat, hogy lejátsszák a számot, végül a dal bekerült az első 40-be a Billboard Hot 100 listán.
Az album második kislemeze, a Come Undone világszerte a legjobb tíz közé került, a vitatott videóklipjének köszönhetően. Az MTV cenzúrázta is a klipet, amely a hiányosan öltözött Williams-et egy átdorbézolt éjszaka után mutatja. A videóklip végül DVD-n jelent meg Európában és egy extra CD-n. A BBC 2-es rádió is betiltotta, a mögöttes tartalma miatt. Ekkoriban jelentették be hivatalosan is, hogy Robbie Williams és Guy Chambers együttműködése véget ért. A Come Undone kislemez-változata végül nem ugyanaz lett, mint ami az albumra került.
A harmadik kislemez az albumról a Something Beautiful volt, az a dal, amit Williams Barbadoson írt. A dalt először Tom Jonesnak dedikálta, de aztán feldolgozták, hogy rákerüljön az albumra. A kislemez 2003 nyarán jelent meg. A sikere kisebb volt, a többi Williams-slágerrel összehasonlítva, de még így is bekerült a legjobb tíz dal közé az Egyesült Királyságban, Új-Zélandon és Dániában. A videóklipben egy szereplőválogatás látható, ahol Robbie Williams-hasonmásokat keresnek. A végén három győztes találkozhat Williams-szel. A videóklip a világ különböző tájai számára három különböző változatban készült.
A negyedik kislemez, a Sexed Up az Egyesült Királyságban bekerült a Top 10-be, más országokban nem került fel a listákra.

## Dallista

### Nemzetközi kiadás
| #   | Cím                                   | Szövegíró                                                       | Hossz |
| --- | ------------------------------------- | --------------------------------------------------------------- | ----- |
| 1.  | How Peculiar                          | Guy Chambers, Robbie Williams                                   | 3:13  |
| 2.  | Feel                                  | Guy Chambers, Robbie Williams                                   | 4:22  |
| 3.  | Something Beautiful                   | Guy Chambers, Robbie Williams                                   | 4:48  |
| 4.  | Monsoon                               | Guy Chambers, Robbie Williams                                   | 3:46  |
| 5.  | Sexed Up                              | Guy Chambers, Robbie Williams                                   | 4:19  |
| 6.  | Love Somebody                         | Guy Chambers, Robbie Williams                                   | 4:10  |
| 7.  | Revolution (közreműködik: Rose Stone) | Guy Chambers, Robbie Williams                                   | 5:44  |
| 8.  | Handsome Man                          | Guy Chambers, Adrian Deevoy, Robbie Williams                    | 3:54  |
| 9.  | Come Undone                           | Ashley Hamilton, Boots Ottestad, Daniel Pierre, Robbie Williams | 4:38  |
| 10. | Me and My Monkey                      | Guy Chambers, Robbie Williams                                   | 7:12  |
| 11. | Song 3                                | Guy Chambers, Robbie Williams                                   | 3:48  |
| 12. | Hot Fudge                             | Guy Chambers, Robbie Williams                                   | 4:05  |
| 13. | Cursed                                | Robbie Williams, Guy Chambers, Adrian Deevoy                    | 4:01  |
| 14. | Nan's Song                            | Robbie Williams                                                 | 3:52  |

### Egyesült Államok
A dalok Robbie Williams és Guy Chambers szerzeményei, kivéve a 4. és az 5. dalt.
| #   | Cím                    | Szövegíró                                                       | Hossz |
| --- | ---------------------- | --------------------------------------------------------------- | ----- |
| 1.  | Feel                   | Guy Chambers, Robbie Williams                                   | 4:22  |
| 2.  | Monsoon                | Guy Chambers, Robbie Williams                                   | 3:46  |
| 3.  | Sexed Up               | Guy Chambers, Robbie Williams                                   | 4:19  |
| 4.  | Get A Little High      | Boots Ottestad, Robbie Williams                                 | 3:55  |
| 5.  | Come Undone            | Ashley Hamilton, Boots Ottestad, Daniel Pierre, Robbie Williams | 4:38  |
| 6.  | Something Beautiful    | Guy Chambers, Robbie Williams                                   | 4:51  |
| 7.  | Love Somebody          | Guy Chambers, Robbie Williams                                   | 4:15  |
| 8.  | Revolution             | Guy Chambers, Robbie Williams                                   | 5:46  |
| 9.  | How Peculiar           | Guy Chambers, Robbie Williams                                   | 3:14  |
| 10. | One Fine Day           | Robbie Williams                                                 | 3:35  |
| 11. | Me and My Monkey       | Guy Chambers, Robbie Williams                                   | 7:12  |
| 12. | Handsome Man           | Robbie Williams, Guy Chambers, Adrian Deevoy                    | 3:54  |
| 13. | Nan's Song             | Robbie Williams                                                 | 3:55  |
| 14. | How Peculiar (reprise) | Guy Chambers, Robbie Williams                                   | 2:18  |

Az amerikai kiadáson a Virgin Records megváltoztatta a dalok sorrendjét, illetve levette az albumról a Song 3, a Hot Fudge és a Cursed című dalokat és helyettük rákerült a lemezre a Get A Little High, a One Fine Day és a How Peculiar.

## Helyezések és statisztika
| Ország                    | Csúcs pozíció | Minősítés  | Eladás    |
| ------------------------- | ------------- | ---------- | --------- |
| Argentína                 | 2             | 2x platina | 80,000+   |
| Ausztrália                | 3             | 5x platina | 350,000+  |
| Ausztria                  | 1 (4 hétig)   | 4x platina | 120,000+  |
| Belgium                   | 1             | [ 20 ]     |           |
| Olaszország               | 2 (4 hétig)   | [ 21 ]     |           |
| Kanada                    |               | arany      | 50,000+   |
| Dánia                     |               | 4x platina | 120,000+  |
| Finnország                | 1             | platina    | 46,225+   |
| Franciaország             | 3 (2 hétig)   | platina    | 300,000+  |
| Németország               | 1             | 4x platina | 800,000+  |
| Magyarország              | 9             | arany      | 5,000+    |
| Mexikó                    | 3             | platina    | 150,000+  |
| Hollandia                 |               | 2x platina | 160,000+  |
| Új-Zéland                 | 3             | 2x platina | 30,000+   |
| Lengyelország             |               | platina    | 40,000+   |
| Portugália                | 2             | platina    | 20,000+   |
| Svédország                | 1 (2 hétig)   | platina    | 60,000+   |
| Svájc                     | 1 (8 hétig)   | 6x platina | 240,000+  |
| Egyesült Királyság        | 1             | 7x platina | 2,037,000 |
| Amerikai Egyesült Államok | 43            | arany      | 500,000+  |

## Közreműködők
| - Stephen Marcussen – Mastering - Eric Marienthal – tenorszaxofon - Maria Newman – vonósok - Tessa Niles – háttérvokál - Phil Palmer – akusztikus gitár, spanyol gitár - Chris Sharrock – drum loop - J. Neil Sidwell – rézfúvósok - Steve Sidwell – trombita, rézfúvósok - Phil Spalding – basszusgitár, elektromos gitár, háttérvokál - Jeremy Stacey – dobok - Rose Stone – vokál - Neil Taylor – akusztikus gitár, gitár, Slide Guitar, Guitar (Electric) - Andy Wallace – zongora, Hammond orgona - John Wittenberg – vonósok - Gavyn Wright – karmester - Nancy Roth – vonósok - Waddy Wachtel – elektromos gitár - Yolanda Charles – basszusgitár - Edmund Stein – vonósok - Leland Sklar – basszusgitár - Paul Williams – háttérvokál - Anne Skates – kórusvezető - Tim Lauber – hangmérnök - Wayne Bergeron – trombita - Norm Hughes – vonósok - Johnny Rockstar – Drum Loop - Dan Savant – Contractor - Hamish Brown – fotográfus - Chris Barrett – hangmérnök - Eve Butler – vonósok | - Steve Price – hangmérnök - Melvin Duffy – pedálos steel gitár - Christine Sirois – hangmérnök - J.D. Andrew – keverés - Richard Flack – programozás, hangmérnök, Drum Loop - Tom Jenkins – asszisztens - Michelle Escoffery – háttérvokál - Claire Worrall – háttérvokál - Steve Power – producer, keverés - Sid Page – koncertmester, vonósok - Alex Acuña – ütősök - Dave Bishop – rézfúvósok - Jim Brumby – programozás, hangmérnök - Carole Castillo – vonósok - Guy Chambers – zongora, csemballó, elektromos gitár, producer, rendező, Farfisa orgona, Orchestral Arrangements, Wurlitzer, basszus szintetizátor, Hammond orgona, gitár, akusztikus gitár - David Clayton – szintetizátor, hangeffektek - Larry Corbett – vonósok - Jim Cox – zongora, klarinét, Hammond orgona - Joel Derouin – vonósok - Steve Ferrone – dobok - Simon Gardner – trombita, rézfúvósok - Grant Geissman – akusztikus gitár - Isobel Griffiths – zenekarvezető - Sally Herbert – rendező - Tiffany Hu – vonósok - Nick Ingman – rendező - Luis Jardim – ütős hangszerek - Katie Kissoon – háttérvokál - Greg Leisz – pedálos steel gitár - The London Session Orchestra |

## Külső kapcsolatok
- Dalszövegek angolul
- Archiválva 2016. április 4-i dátummal a Wayback Machine-ben – Az albumról az énekes hivatalos honlapján